# Assalto squadrista a Treviso
L'assalto squadrista a Treviso si verificò tra il 12 e 14 luglio 1921 nel quadro delle violenze squadriste che investirono il Nord Est e l’Italia intera nel primo dopoguerra e per gran parte della prima metà degli anni Venti. Si caratterizzò per la particolare numerosità degli squadristi che vi presero parte e per l’accurata organizzazione militare dell’occupazione.

## Il contesto trevigiano

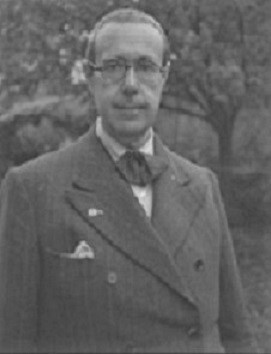
Luigi Coletti, segretario del Fascio di Treviso

Treviso era una città in cui il radicamento fascista risultava limitato: il locale segretario del Fascio, Luigi Coletti, fascista moderato della prima ora, non era riuscito a strutturare delle efficaci squadre d’azione, mentre risultavano invece particolarmente attivi e radicati nel tessuto politico e sociale della città sia i Popolari che i Repubblicani.

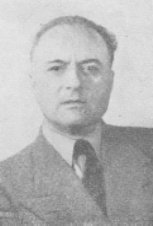
Luigi Corazzin, Deputato Popolare

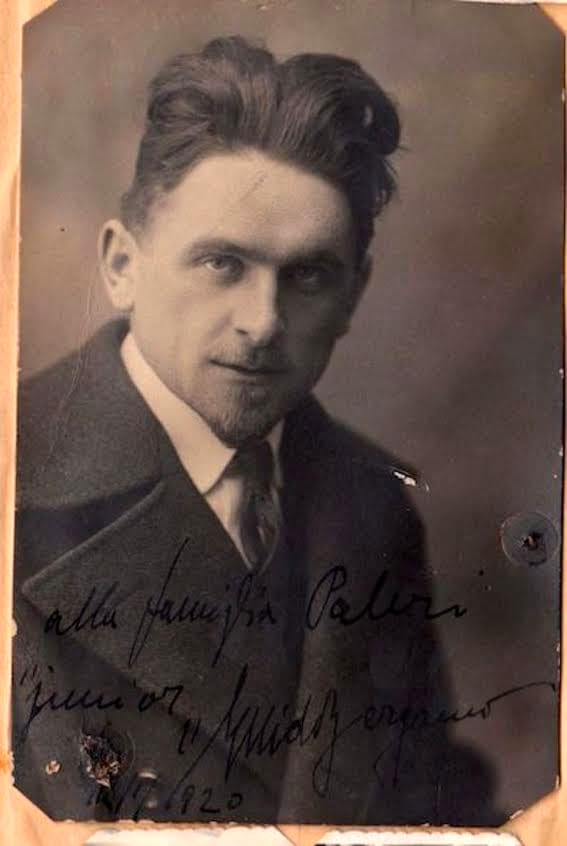
Guido Bergamo, deputato repubblicano

I Popolari alle elezioni amministrative del giugno 1921 erano risultati il partito largamente più votato con oltre il 45% dei voti, avevano come loro principale rappresentante il deputato Luigi Corazzin, avevano in città sedi di Partito e di numerose cooperative e stampavano due giornali: Il Piave e La vita del Popolo.
I Socialisti erano il secondo partito cittadino con il 18% dei voti, pubblicavano la rivista Il Lavoratore e sopravanzavano di poco l’Unione Nazionale di Antonio Salandra (al 15%) in cui erano confluiti i Fascisti.
I Repubblicani infine avevano ottenuto un 12% dei voti, molto superiore ai risultati sul piano  nazionale e si riferivano al deputato Guido Bergamo (reduce interventista di sinistra, volontario, ex ufficiale, pluridecorato, già vittima di un pestaggio di parte fascista nei mesi precedenti). In città era presente una Casa dei Repubblicani  e pubblicavano in città il quotidiano La riscossa, particolarmente puntuto nei confronti dello squadrismo fascista.

Pietro Marsich,Segretario del Fascio di Venezia

## Gli antefatti
I vertici del fascismo veneto decisero quindi di mettere a frutto le abilità organizzative e militari già dimostrate in Friuli nel quadro di violente spedizioni squadriste a Pordenone, Torre e Udine dall’ex segretario del Fascio di Udine Gino Covre, da poco nominato segretario politico del Fascio di Venezia presieduto da Pietro Marsich.
I Fascisti, approfittando delle divisioni tra i loro antagonisti politici e forse, in maniera limitata, del momentaneo e contestato clima di relativa distensione tra Fascisti, Socialisti e Comunisti che porterà a livello nazionale il 3 agosto alla sottoscrizione del cosiddetto Patto di pacificazione, dimostrarono una notevole capacità organizzativa mobilitando per la spedizione tra 247 Fasci diversi di almeno 7 province una massa di circa 1500 squadristi armati di moschetti, mitragliatrici ed esplosivi di vario tipo che raggiunse Treviso su decine di camion.
Prodromi dell’invasione della città furono le violenze perpetrate da limitati nuclei squadristi provenienti da Piove di Sacco a Cà Tron di Roncade il 6 luglio e a Sant’Ambrogio di Fiera il 9 luglio, violenze che allarmarono le autorità trevigiane senza però portare a misure commisurate a  quanto si stava per verificare.

## L'assalto alla città
La stazione telegrafica cittadina, primo obiettivo della spedizione, venne temporaneamente messa fuori uso e la città venne occupata dagli uomini agli ordini di Gino Covre e Pietro Marsich che installarono il comando squadrista presso l’albergo Stella D’oro.
Gli squadristi assaltarono devastarono e saccheggiarono la tipografia del giornale repubblicano La Riscossa e la Casa dei Repubblicani situate presso via Manin e lungamente difese da una ventina di elementi repubblicani delle avanguardie repubblicane.
Successivamente lo stesso trattamento fu riservato alla tipografia dei giornali Il Piave e La Vita del Popolo, nonché le sedi del Partito Popolare e delle sue cooperative presso piazza Filodrammatici, dove pur stazionava un contingente dei Lancieri Novara che, ampiamente sopravanzati in numero dagli squadristi, sostanzialmente non oppose resistenza.
Gli squadristi incendiarono quindi l’officina dei fratelli Ronfini facendovi esplodere una granata, devastarono numerosi locali pubblici, ferirono e malmenarono diversi passanti e almeno un carabiniere, irruppero in Prefettura minacciando le autorità e le forze dell’ordine presenti.
Ricevuto il 14 luglio da Covre l’ordine di ritirarsi, tentarono infine una nuova ultima sortita contro il quartiere di Fiera dove la popolazione però insorse ergendo barricate e riuscì a respingerli a fucilate.
Le richieste di aiuto e rinforzi indirizzate al Ministero degli interni dal Sindaco di Treviso Italo Levacher e dal Prefetto Carpani trovarono riscontro solo tardivamente e in misura limitata.

## Conseguenze
Il 16 luglio un rastrellamento porterà all'arresto e alla traduzione al carcere cittadino di Santa Bona di una cinquantina di squadristi, mentre i Repubblicani in risposta alla spedizione si vendicarono saccheggiando e devastando il mobilificio Tonegutti, situato fuori città e di proprietà del padre di un noto fascista locale.
La rilevanza data all’assalto squadrista a Treviso e i dissidi interni al movimento fascista portarono da ultimo alla cacciata di Covre dal Fascio di Venezia e alla marginalizzazione a livello nazionale di Marsich.

## Nella cultura di massa
L'assalto squadrista a Treviso ha originato una rievocazione storica / drammatizzazione messa in scena dalla compagnia Mataz in occasione del centenario dei fatti.